# Герб Валенси
Ге́рб Вале́нси — офіційний символ містечка Валенса, Португалія. Використовується як територіальний герб. У червоному щиті срібний замок із трьома баштами, червоними вікнами і брамами. На центральній башті висить португальський щиток. Обабіч замку два пурпурових виноградних грона із золотим листям, над якими у главі щита срібний півмісяць праворуч і золоте сонце ліворуч. Під замком, у нижній частині щита, розташований срібний міст з трьома арками. Він стоїть у воді, зображеній двома синіми і двома срібними хвилястими смугами. Щит увінчує срібна мурована містечкова корона з чотирма вежами.  Під щитом біла стрічка, на якій великими літерами напис португальською: «Valença» (Валенса).  Офіційно затверджений 29 грудня 1960 року.  

## Галерея

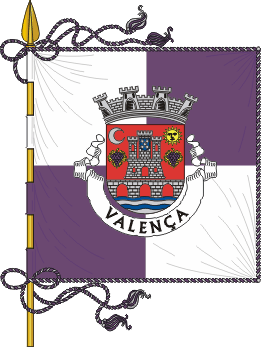
Прапор